# Chích rừng nâu
Chích rừng nâu (danh pháp hai phần: Phylloscopus umbrovirens) là một loài chích lá thuộc chi Chích lá, họ Chích lá. Loài này phân bố ở Cộng hòa Dân chủ Congo, Djibouti, Eritrea, Ethiopia, Kenya, Rwanda, Ả Rập Xê Út, Somalia, Sudan, Tanzania, Uganda, và Yemen. Môi trường sinh sống tự nhiên của nó là rừng phương bắc, rừng núi ẩm cận nhiệt đới hoặc nhiệt đới hoặc rừng cây bụi khô.